# Dirección General de Empleo
La Dirección General de Empleo (DGE) fue un órgano directivo del Gobierno de España, adscrito al Ministerio de Trabajo. Históricamente, este órgano ha tenido competencias sobre la organización laboral en España, el fomento y la regulación del empleo así como sobre la formación laboral de los ciudadanos, las migraciones de ámbito laboral y sobre el desempleo.
Asimismo, también ha tenido competencias sobre las ayudas previas a las jubilaciones, los convenios laborales, la regulación empresarial, los conflictos laborales, las organizaciones sindicales y sobre las competencias laborales en general de ámbito estatal o comunitario.
Desde sus inicios, siempre ha tenido una estrecha relación con la Dirección General de Trabajo.

## Historia
La Dirección General de Empleo se creó en mayo de 1958, y asumió las competencias de la Dirección General de Trabajo sobre la confección y revisión de un censo laboral para conocer en la situación y distribución geográfica y profesional de los trabajadores españoles; dirección y orientación del ingreso en la vida activa del trabajo a todos los españoles en condiciones para ello; de encauzar los movimientos migratorios dentro y fuera del país, y en el trabajo, tanto de los españoles en el extranjero como de los extranjeros en España; de la orientación a los organismos competentes en los problemas relativos a la preparación y capacitación de la población activa, y de acuerdo con las necesidades previsibles de mano de obra, facilitar a quienes lo soliciten información sobre las vacantes y posibilidades de empleo; prevención de situaciones de paro y de desequilibrio en la demanda de determinadas categorías de trabajadores, así como del encuadramiento y colocación obrera, que realiza la Organización Sindical.
La DGE se suprimió en 1967, integrándose en la Dirección General de Trabajo. Esta dirección, regulada un año más tarde establecía dos subdirecciones generales, una de Trabajo encargada de las estadísticas, los archivos, el registro de convenios colectivos, la prevención de accidentes laborales, seguridad e higiene laboral, economatos, comedores obreros y otros servicios sociales así como de los incentivos laborales, los métodos de trabajo, su clasificación y de las normas laborales; y otra de Empleo encargada del encuadramiento, colocación, coordinación, control y orientación del empleo, de las migraciones en el ámbito laboral, del desempleo y de las posibles crisis laborales.
En 1972 las competencias se vuelven a dividir en dos direcciones generales, de Trabajo y de Empleo, y esta se encargaba de la ordenación y desarrollo de la acción que, en materias de empleo, tenía atribuido el Ministerio; la realización de estudios sobre estructura; niveles y evolución del empleo; control y prevención del desempleo, y análisis y regulación de los movimientos migratorios. Ambas poseían dos subdirecciones generales.
La reforma de 1975 cambia la denominación de la dirección general a Dirección General de Empleo y Promoción Social al integrar la Dirección General de Promoción Social en este organismo. Se estructuraba en tres subdirecciones generales: de Planificación y Ordenación del Empleo, de Servicios de Empleo y Promoción Profesional, y de Empresas Comunitarias.
Con pocos cambios desde entonces, la estructura bicéfala de las competencias laborales se mantiene hasta 1996, cuando se crea la Secretaría General de Empleo, que asume las competencias de la Dirección General de Empleo, y se subordina a ésta la Dirección General de Trabajo.

## Directores generales
En sus seis décadas de actividad ha tenido diferentes titulares con diferentes denominaciones, estos fueron:
- Marcial Polo Díez (1958-1962) (1)
- Manuel Alonso Olea (1962-1964) (1)
- Juan Miguel Villar Mir (1964-1967) (1)
- Jesús Posada Cacho (1967-1969) (2)
- Vicente Toro Orti (1969-1972) (2)
- José Manuel Mateu de Ros (1972-1974) (1)
- Manuel Galea García (1975-1977) (3)
- Rafael de Cossío y Cosío (1977-1978) (3)
- Fernando Somoza Albardonedo (1978-1979) (3)
- Miguel Cuenca Valdivia (1979-1982) (3)
- Jesús Fernández de la Vega Sanz (enero-diciembre de 1982) (1)
- Carlos Navarro López (1982-1985) (1)
- José Ignacio Pérez Infante (1985-1990) (1)
- Aurora Domínguez González (1990-1995) (1)
- Vicente Mora González (1995-1996) (1)
- Entre 1996 y 2012, las funciones son asumidas por la Secretaría General de Empleo primero y por la Secretaría de Estado de Empleo después. Asimismo, algunas funciones son recuperadas desde 2010 por la Dirección General de Trabajo.

(1) Director general de Empleo.

(2) Director general de Trabajo.

(3) Director general de Empleo y Promoción Social.